# ميسيل غافريلوف
ميسيل غافريلوف هو عداء سريع بلغاري، ولد في 24 سبتمبر 1927.

## وصلات خارجية
- ميسيل غافريلوف على موقع أوليمبيديا (الإنجليزية)